# Blonde de Carinthie
La blonde de Carinthie ou Kärntner Blondvieh est une race bovine autrichienne. Elle a failli s'éteindre dans les années 1970 et a été sauvée grâce à un plan d'action de l'Arche Austria.

## Origine
Elle est originaire de Carinthie. Une origine possible de cette race blonde au pays des pie rouges et des brunes pourrait être espagnole : l'empire des Habsbourg comprenait au XVIe siècle l'Espagne et l'Autriche. Comme pour les races chevalines où le Pure race espagnole a servi à créer la race Lippizan, des races espagnoles du Rameau blond et rouge auraient pu être utilisées. 
Dans les années 1960, elle a reçu l'influence de la fleckvieh. Le livre généalogique date de 1982. En 1997, on recensait 250 vaches dont 227 inscrites au registre et 12 taureaux.

## Morphologie
Elle porte une robe froment clair et des cornes de taille moyenne, relevées et à pointes grises. Les muqueuses sont rosées. 
La vache mesure 130 cm au garrot pour 550 kg et le taureau 140 cm pour 825 kg.

## Aptitudes
C'est une race classée bouchère. Elle est issue d'un ancien animal de trait. Elle donne une viande d'excellente qualité avec des carcasses bien conformées. 
C'est une race montagnarde apte à la vie d'alpage en plein air.

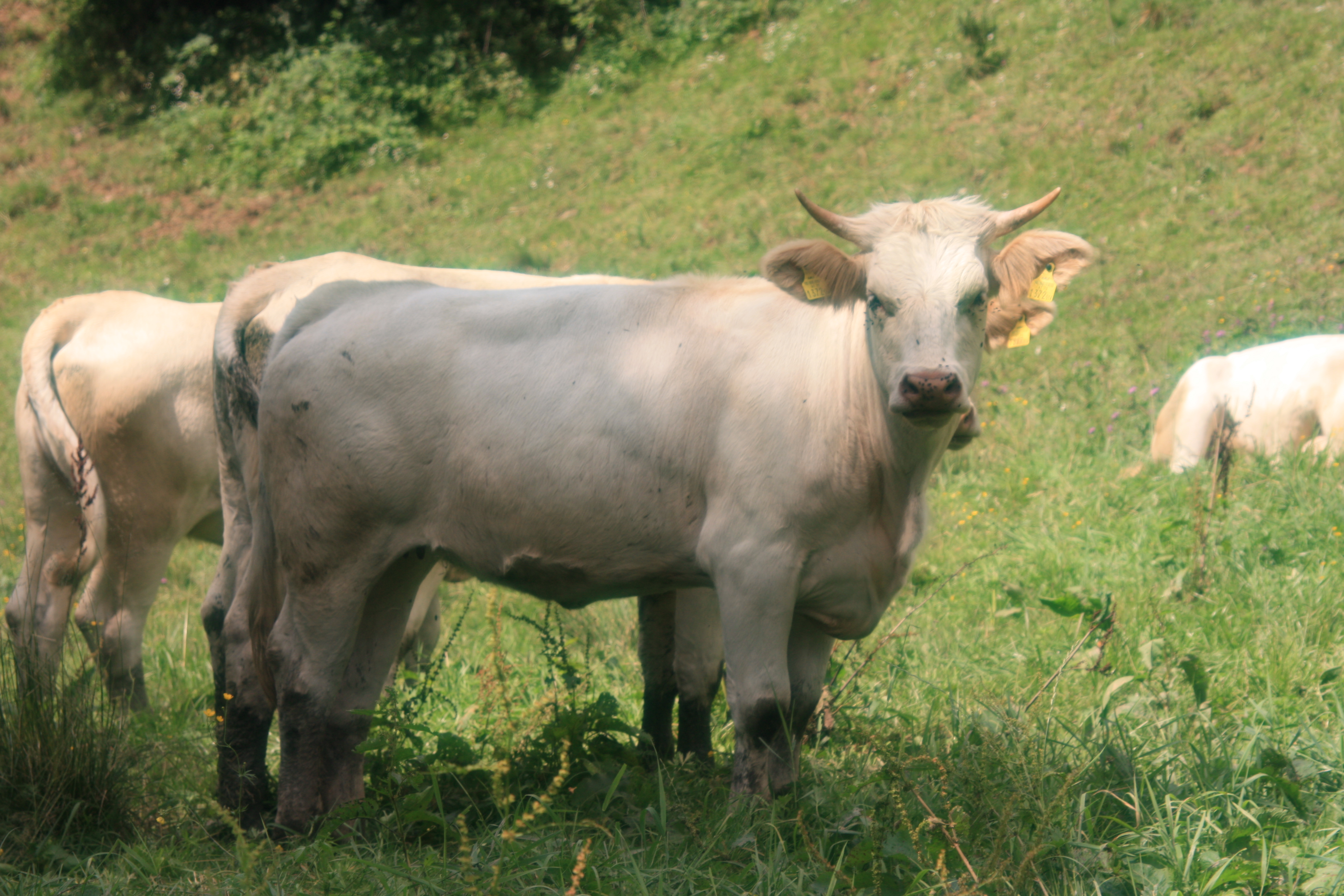
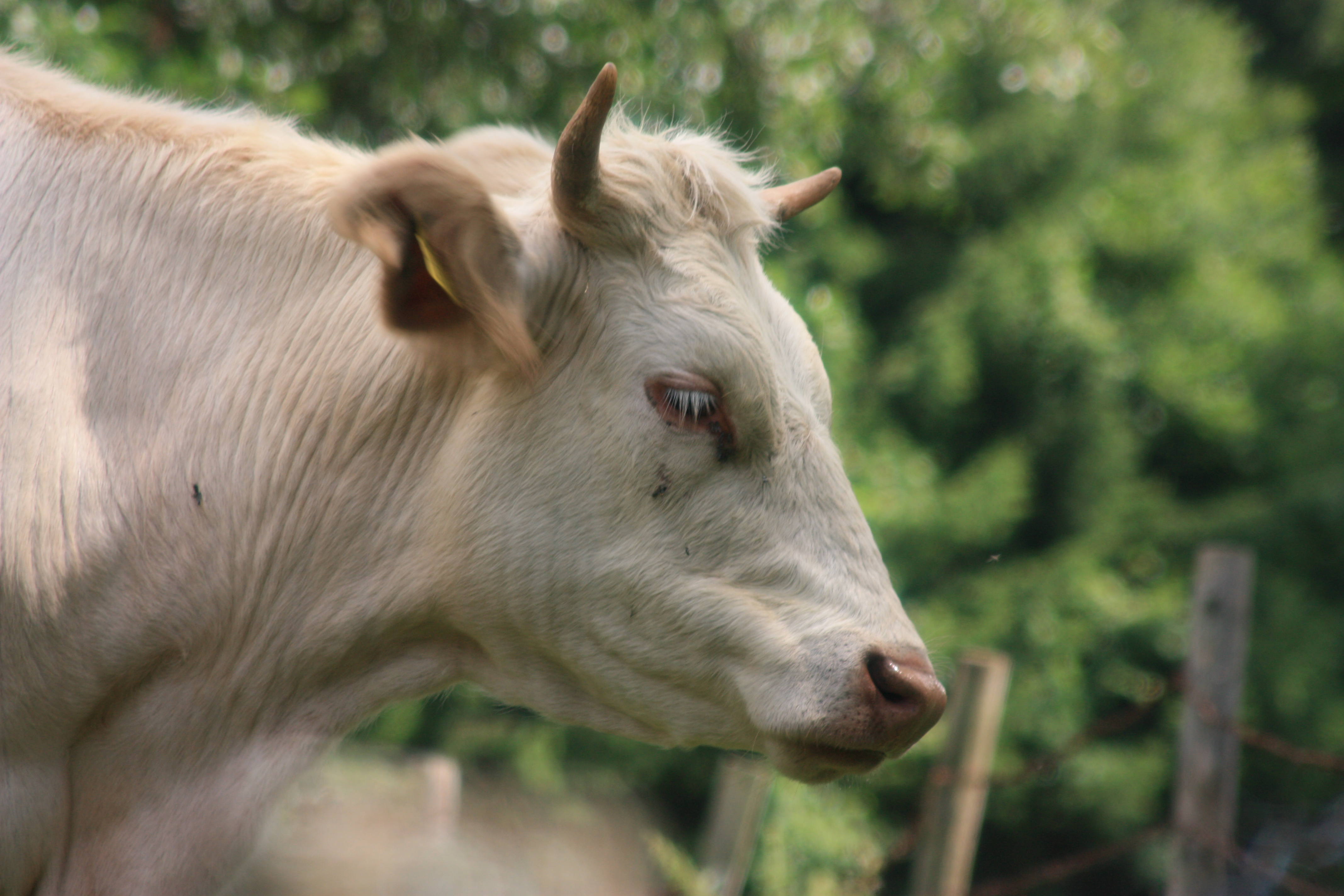
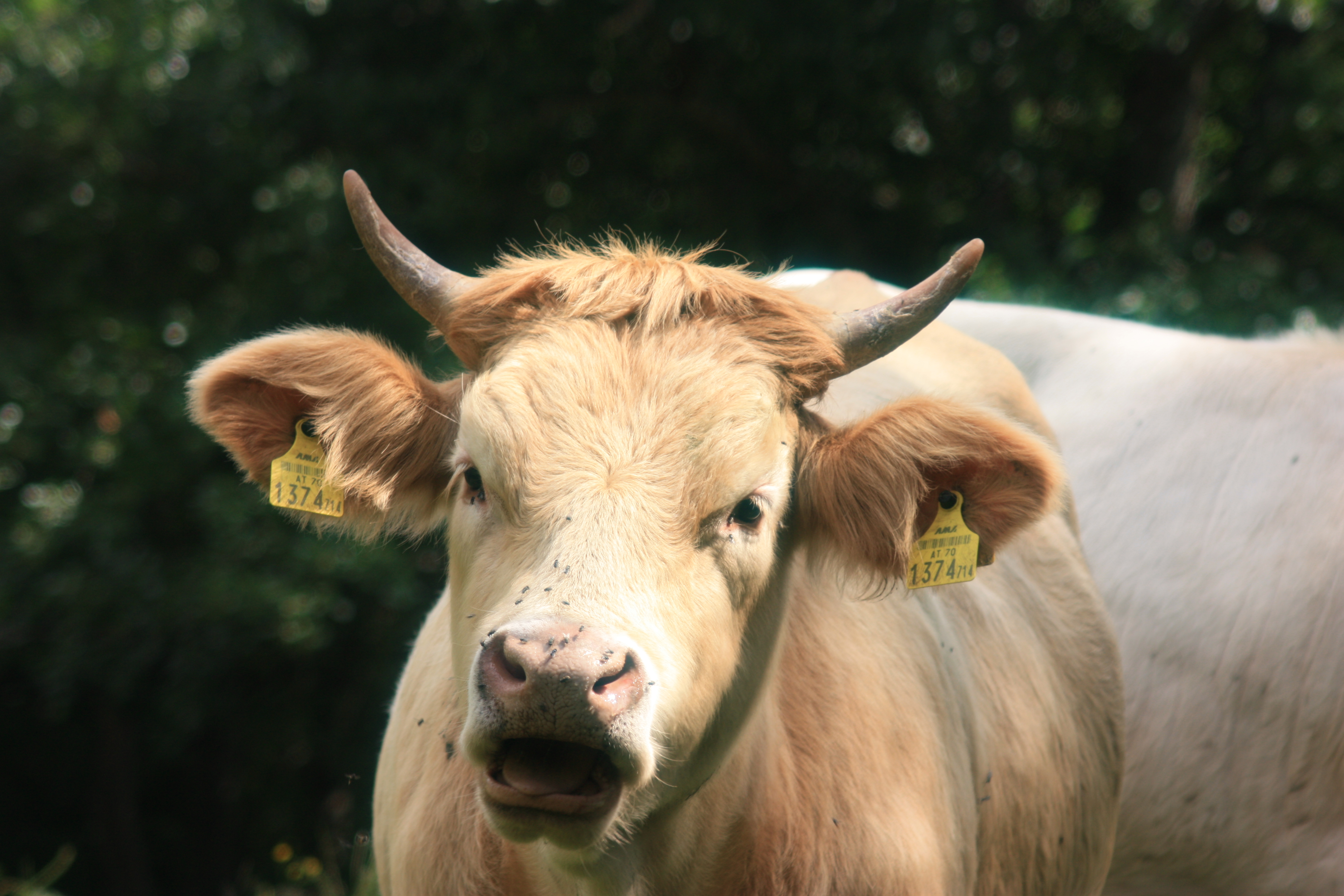